# Miguel García Herrán
Miguel García Herrán   (Atajate, 25 d'abril de 1996) és un actor andalús, guanyador del premi Goya al millor actor revelació el 2016, que es va donar a conèixer pel seu paper «Río» a la sèrie La casa de papel i de Christian a la sèrie Élite.

## Trajectòria
Herrán va créixer al barri madrileny de Chamberí.
Va ser descobert per l'actor i director Daniel Guzmán quan realitzava un càsting per a la pel·lícula A cambio de nada. Així va ser com va obtenir el paper de «Darío», el qual poc després el faria guanyador del seu primer Goya al millor actor revelació.
Al mateix temps que es rodava la película, va estudiar un any al Laboratori William Layton, i posteriorment va continuar els seus estudis a la Central de Cinema de Madrid.
Després del Goya va ser guardonat amb el San Pancracio Actor Revelació al Festival Solidari de Cine Espanyol a Càceres, i a l'abril va rebre al Festival de Màlaga el Premi RTVA a la «Projecció del Talent Andalús».
El 2016 va formar part del repartiment de dues noves pel·lícules. Va tenir un petit paper a El guardián invisible de Fernando González Molina, juntament amb Marta Etura i Elvira Mínguez, i un altre, una mica més important, a 1898: Los últimos de Filipinas, dirigida per Salvador Castro i on va compartir escena amb actors com Álvaro Cervantes, Patrick Criado, Karra Elejalde o Luis Tosar. A més, va participar com a protagonista en un curtmetratge per a un anunci de Bollywood.
El 2017 Atresmedia va estrenar la sèrie La casa de papel, on Herrán interpreta «Río», i on comparteix repartiment amb Álvaro Morte, Úrsula Corberó, Pedro Alonso, Alba Flores i Paco Tous, entre d'altres.
A principis de 2018 Netflix va anunciar que Herrán formaria part d'Élite, la seva segona sèrie original a Espanya després de Las chicas del cable. A més, aquesta mateixa plataforma anuncia a l'esdeveniment See What's Next, celebrat a Roma a mitjans d'abril, la producció d'una nova temporada de La casa de papel en què l'actor segueix donant vida al seu personatge.
El 2019, es va estrenar la tercera part de La casa de papel a Netflix i la segona temporada d'Élite, en què apareix únicament en un episodi, en ser incompatible compaginar el rodatge de les dues sèries.
El setembre de 2019 comença a rodar Hasta el cielo, un thriller d'atracaments dirigit per Daniel Calparsoro i amb guió de Jorge Guerricaechevarría on dona vida a Ángel, un jove que s'uneix a una banda d'atracadors que té en escac tota la policia de Madrid. En aquest llargmetratge, que es va estrenar el 18 de desembre de 2020, també hi participen Luis Tosar (Rogelio), Carolina Yuste (Estrella) i Asia Ortega (Sole).
El 3 d'abril del 2020, es va estrenar la quarta temporada de La casa de papel. L'agost de 2020 va rodar la cinquena temporada de la sèrie, la qual es va informar que seria l'última.
L'agost de 2021 comença a rodar Modelo 77, una pel·lícula dirigida per Alberto Rodríguez i que protagonitza juntament amb Javier Gutiérrez. La pel·lícula es trasllada a la Presó Model de Barcelona l'any 1977 en què Herrán donarà vida a un jove comptable que ha comès un desfalc i li demanen penes d'entre 10 i 20 anys. Per aconseguir un indult per a aquest càstig desproporcionat, el jove s'uneix a un grup de presos que s'està organitzant per exigir una amnistia. La película estarà disponible als cinemes d'Espanya a partir del 23 de setembre del 2022.
L'1 d'abril de 2022 s'estrena Canallas, película dirigida per Daniel Guzmán, en què Herrán participa.
El juliol de 2022 comença a rodar Los Farad. Una sèrie original d'Amazon Prime Video en què donarà vida a Oskar, un jove que es veurà embolicat en una trama de trànsit d'armes a la Marbella dels anys 80. La sèrie dirigida per Mariano Barroso comptarà també amb Susana Abaitua que donarà vida a Sara Farad.

## Filmografia[16]
| Cine      | Cine                           | Cine                      | Cine                     | Cine |
| Any       | Títol                          | Rol                       | Director/a               |      |
| --------- | ------------------------------ | ------------------------- | ------------------------ | ---- |
| 2015      | A cambio de nada               | Darío Buendía Saíz        | Daniel Guzmán            |      |
| 2016      | Nomeolvides (curtmetratge)     | Asisstent de direcció     |                          |      |
| 2016      | 1898: Los últimos de Filipinas | Soldado Carvajal          | Salvador Calvo           |      |
| 2017      | El guardián invisible          | Miguel Ángel              | Fernando González Molina |      |
| 2018      | Alegría, tristeza              |                           | Ibon Cormenzana          |      |
| 2018      | Tiempo después                 | Ray                       | José Luis Cuerda         |      |
| 2020      | Hasta el cielo                 | Ángel                     | Daniel Calparsoro        |      |
| 2022      | Canallas                       | Brujo (joven)             | Daniel Guzmán            |      |
| 2022      | Modelo 77                      | Manuel Gómez              | Alberto Rodríguez        |      |
| Televisió |                                |                           |                          |      |
| Any       | Títol                          | Rol                       | Notes                    |      |
| 2017-2021 | La casa de papel               | Aníbal «Río» Cortés       | 41 episodis              |      |
| 2018-2019 | Élite                          | Christian Varela Expósito | 8 episodis               |      |
| 2023      | Los Farad                      | Oskar                     | ? episodis               |      |

## Premis i distincions
Premis Goya
| Any  | Categoria              | Pel·lícula       | Resultat  |
| ---- | ---------------------- | ---------------- | --------- |
| 2016 | Millor actor revelació | A cambio de nada | Guanyador |

Festival de Màlaga
| Any  | Categoria                 | Resultat  |
| ---- | ------------------------- | --------- |
| 2016 | Premi Talent Andalús RTVA | Guanyador |

Festival Solidari de Cine Espanyol a Càceres
| Any  | Categoria                               | Pel·lícula       | Resultat  |
| ---- | --------------------------------------- | ---------------- | --------- |
| 2016 | San Pancracio al Millor actor revelació | A cambio de nada | Guanyador |